# Reducció de capital
Una reducció de capital és una disminució del nombre d'accions d'una empresa. Durant una reducció de capital, de vegades l'empresa retorna una porció de les accions de l'empresa a un accionista.
La reducció de capital s'ha d'acordar en junta general.